# 張如岡

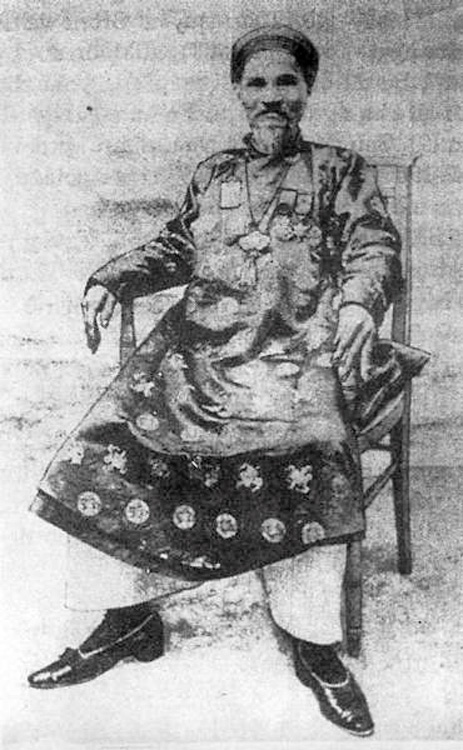
張如岡

張如岡（越南语：／；1843年—1918年），越南阮朝官員，維新帝輔政大臣。

## 早年任職
張如岡是承天府豐田縣賢良總賢良社（今屬承天順化省豐田縣豐賢社賢良村）人，紹治三年（1843年）出生。嗣德二十年（1867年），考中鄉試丁卯科承天場舉人。初任承辦藏書，後升司務、員外郎，授知府銜。又升興安按察使、廣平布政使。建福元年（1884年）十月，因事降职，后為兵部左侍郎。同慶元年（1886年），清化省事務繁重，增設巡撫一職，張如岡升署清化巡撫，輔佐總督良城。同慶二年（1887年）正月，實授巡撫。十月，權理總督尊室詠回京城任職，張如岡升署清化總督，成為第一位非尊室出身的清化總督。同慶三年（1888年）七月，因未能按期捉拿逃犯，阮廷將張如岡調回京城候職。

## 進入朝廷
同慶三年（1888年）十月，張如岡以參知銜領戶部尚書。成泰二年（1890年）正月，張如岡以參知銜改領兵部尚書，充任機密院大臣。同年三月，再改任工部尚書，兼管文臣駙馬。同年八月，再兼任都察院。成泰三年（1891年），張如岡實授尚書銜。成泰四年（1892年）四月，張如岡前往北圻經略衙補缺，尋因無缺而回，改任戶部尚書，兼充銜仍舊。成泰十一年（1899年）四月，張如岡加太子少傅銜，加協辦大學士銜。成泰十三年（1901年）十一月，張如岡晉爵為賢良子（越南语：／）。

## 成為首輔
成泰十六年（1904年）二月，張如岡改任吏部尚書。同年十月，張如岡又兼管欽天監，他以年高上疏，請停兼管都察院一職，獲許。
成泰十九年（1907年），成泰帝未經殖民政府允許，擅自任命官員，惹殖民政府不滿。法屬印度支那總督黎曰下令重設輔政府，以完全架空成泰帝。並任命張如岡為輔政府長。七月二十七日，黎曰與成泰帝達成禪位協議，並交張如岡宣讀《禪位詔》。次日，維新帝即位，改元維新。張如岡被任命為輔政大臣。
維新二年（1908年）正月，張如岡升任武顯殿大學士。同年三月，殖民政府以張如岡在廢立皇帝過程中立有大功，獎勵一項彰美金佩星。維新五年（1911年）正月，張如岡晉爵為賢良伯（越南语：／）。維新六年（1912年）九月，張如岡七十大壽，維新帝賜一面金磬，內刻有“老成碩望”四字。同年十二月，法國政府獎勵張如岡法國榮譽軍團勳章指揮官勳位（Commandeur，又稱「第三項北斗佩星」）一枚。維新八年（1914年）十二月，張如岡晉爵賢良侯（越南语：／）。

## 離休返鄉
啟定二年（1917年）閏二月，張如岡升署文明殿大學士致仕。啓定三年（1918年）十一月，張如岡去世。啟定帝追贈其為文明殿大學士，加贈太保銜。
張如岡有一女名張如氏靜，成泰十六年（1904年）嫁給尚未封爵的啟定帝為府妾，但婚後生活不睦，張如氏靜多次請求出家，張如岡無法勸阻她。最終，張如氏靜出家。啟定帝即位後，張如岡因為此事內心不安，多次上疏請求退休，最終才獲得啟定帝批准。

## 子女
- 子
  - 張如嵿，保大時期經濟部尚書
- 女
  - 张如氏静，启定帝元配，后出家